# قورباغه بورنئوی درینگ
قورباغه بورنئوی درینگ (نام علمی: Leptobrachella brevicrus) نام یک گونه از تیره قورباغه‌های خاشاک است.